# Atomsko sklonište
Atomsko sklonište är ett kroatiskt rockband, bildat i Pula 1977. 
Sångaren Boško B. Obradović kom med idén om att starta ett rockband med hans texter som grund. Han kom också på bandets namn, Atomsko skloniste. Förutom Obradović, bildade Sergio Blažić (solovokalist), Saša Dadić (slagverk), Dragan Gužvan (gitarr), Eduard Kancelar (Synth), Bruno Langer (bas) och Rudolf Grum (bakgrunds vokalist).

## Diskografi

### Studioalbum
- 1978. - Ne cvikaj generacijo
- 1978. - Infarkt
- 1980. - U vremenu horoskopa
- 1981. - Extrauterina
- 1982. - Mentalna higijena
- 1984. - Zabranjeno snivanje
- 1990. - Criminal tango
- 1995. - Terra Mistica

### Livealbum
- 1980. - Atomska trilogija
- 1985. - Jednom u životu

### Under namnet Atomic Shelter
- 1983. - Space Generation
- 1987. - This Spaceship
- 1992. - East Europe Man

### Övrigt
- 1976. - 1986. (RTV Slovenija)
- '76 - '86 Kolekcija hitova Vol. 2
- 1979. - Pomorac sam majko / Pakleni vozači
- 1980. - Bez kaputa / Tko ce tad na zgarištu reći
- 1980. - Generacija sretnika / Gazi opet čizma